# 越後関原駅
越後関原駅（えちごせきはらえき）は、かつて新潟県長岡市関原に所在した越後交通長岡線の駅（廃駅）である。

## 駅構造
モルタルとコンクリートによる一階建てで、10平方m程の面積の駅舎を持っていた地上駅である。構造的に劣化が見られ、完全な無人状態であるが、路線の痕跡が現存していることから趣のある建造物でもある。施錠されているため、一般の駅構内への入場は許可されていない。周囲は民家や工場、そして田畑に囲まれている。

## 歴史
- 1916年（大正5年）1月5日 : 西長岡 - 与板間開業に伴い、長岡鉄道の駅として開業。
- 1951年（昭和26年）12月 : 西長岡 - 寺泊間電化。
- 1954年（昭和29年）9月7日：火災により駅本屋焼失[1]。
- 1960年（昭和35年）10月1日 : 越後交通が発足し、同社の長岡線の駅となる。
- 1975年（昭和50年）4月1日 : 西長岡 - 当駅間の旅客営業廃止に伴い、当駅の旅客営業を廃止。貨物駅となる。
- 1992年（平成4年）4月1日 : 西長岡 - 当駅間休止。
- 1993年（平成5年）3月31日 : 西長岡 - 当駅間廃線に伴い、駅廃止。

## 1985年時の常備貨車
- 日本石油輸送所有
  - タキ25000形（LPガス専用最高使用圧力21.6kg/cm3）1両
- 日本陸運産業所有
  - タキ1500形（石油類（ガソリン除く）専用）5両
  - タキ2100形（石油類（ガソリン除く）専用）1両
  - タキ10000形（石油類（ガソリン除く）専用）1両
  - タキ45000形（石油類（ガソリン除く）専用）14両
  - タキ3000形（ガソリン専用）6両
  - タキ42200形（アニリン専用）3両
  - タキ8100形（希硫酸専用）2両
  - タキ25000形（LPガス専用最高使用圧力21.6kg/cm3）20両
  - タキ5450形（塩化塩素（航送用）専用）3両
  - タキ19600形（TDI専用）2両
  - ホキ5900形（カーバイト専用）1両

「昭和60年版私有貨車番号表」『トワイライトゾーンMANUAL13』ネコ・パブリッシング、2004年

## 駅跡地
駅舎およびホームは撤去されており、更地化された駅構内は草むらとなっている。

## 隣の駅
越後交通
長岡線
上除駅 - 越後関原駅 - 越後日吉駅